# Sedimentaire facies
Een sedimentaire facies is in de geologie een sedimentair gesteente met bepaalde eigenschappen, die het gesteente in een bepaald afzettingsmilieu plaatsen. Sedimentaire facies maken het mogelijk lithofacieskaarten van een gebied te maken, die dienen als paleogeografische reconstructies.

## Principe
In elk afzettingsmilieu worden sedimenten gevormd die bepaalde eigenschappen hebben die typisch voor dat afzettingsmilieu zijn. Deze eigenschappen kunnen zowel met de lithologie van het gesteente te maken hebben (zoals de textuur, sedimentaire structuren, mineralogie of chemische samenstelling) als met de fossielinhoud (fossiele flora en fauna of sporenfossielen). Het eerste wordt lithofacies genoemd, het tweede biofacies.
In een sedimentair bekken kunnen meerdere facies naast elkaar voorkomen, die geleidelijk in elkaar over gaan: bijvoorbeeld een diep mariene facies naast een ondiepere facies en daarnaast een kustnabije facies.

## Faciesverschuiving
Veranderingen in het afzettingsmilieu kunnen ervoor zorgen dat de facies van het gesteente verticaal op de gelaagdheid verandert. Meestal verdwijnt een afzettingsmilieu niet, maar verschuift het. Als het zeeniveau stijgt, zal de kust landinwaarts bewegen (transgressie), waarbij de facies diagonaal door het gesteente verschuiven. Facies in sedimentaire gesteenten kunnen dus zowel horizontaal als verticaal veranderen, een principe dat Walthers faciesregel genoemd wordt.